# Рябоконь Володимир Олександрович
Володимир Олександрович Рябоконь (нар. 8 березня 1938, місто Кривий Ріг Дніпропетровської області) — радянський діяч спецслужб, заступник голови КДБ при РМ Української РСР, голова КДБ Киргизької РСР, генерал-майор. Депутат Верховної Ради СРСР 11-го скликання (з 1988 по 1989 рік).

## Біографія
Народився в родині робітника. Закінчив середню школу.
У 1954—1959 роках — студент Криворізького гірничорудного інституту.
З 1959 року працював інженером групи механічних випробувань енерголабораторії гірничорудного тресту «Дзержинськруда» у місті Кривий Ріг Дніпропетровської області.
У серпні 1960 — листопаді 1961 року — 1-й секретар Центрально-Міського районного комітету ЛКСМ України міста Кривий Ріг.
Член КПРС з липня 1961 року.
З листопада 1961 року — інженер-конструктор та майстер Криворізької ділянки підприємства «Променергоремонт». З квітня 1962 року — інженер, старший інженер відділу впровадження та випробування нових машин, старший інженер конструкторського відділу інституту з проєктування та конструювання машин для гірничорудної промисловості «Гіпрорудмаш» (місто Кривий Ріг), одночасно незвільнений секретар комітету комсомолу інституту.
У жовтні 1964 — грудні 1966 року — інструктор організаційного відділу Криворізького міського комітету КПУ.
У грудні 1966 — квітні 1968 року — завідувач промислово-транспортного відділу Криворізького міського комітету КПУ.
В органах державної безпеки СРСР із квітня 1968 року. Розпочав службу оперуповноваженим відділення в Управління КДБ при РМ УРСР по Дніпропетровській області. З 1968 року — начальник відділу УКДБ міста та залізничної станції Кривий Ріг.
У серпні 1973 — вересні 1982 року — заступник голови КДБ при Раді міністрів Української РСР з кадрів — начальник відділу кадрів. У вересні 1982 — грудні 1985 року — заступник голови КДБ Української РСР.
З 12 грудня 1985 по 16 січня 1989 року — голова КДБ Киргизької РСР.
З 1990 року — у відставці.
У 1992—1993 роках — заступник генерального директора спільного підприємства «МДМ-ІНК» у Москві.
З 1993 року працював у структурі Московського комерційного банку «Москомприватбанк» — заступник голови правління, з травня 1994 року — голова правління, з 2001 року — голова Ради директорів.

## Звання
- полковник
- генерал-майор (1984)

## Нагороди
- орден Червоної Зірки
- 9 медалей
- Почесний співробітник державної безпеки